# Aggersund (by)
 Denne artikel omhandler landsbyen Aggersund. Opslagsordet har også en anden betydning, se Aggersund.
Aggersund er en landsby i Han Herred med 264 indbyggere  (2024), beliggende i Aggersborg Sogn ud til Limfjorden, hvor Aggersundbroen krydser sundet af samme navn (Aggersund). Landsbyen hører til Vesthimmerlands Kommune og er beliggende i Region Nordjylland.
Tæt ved byen ligger resterne af den gamle vikingefæstning, Aggersborg, samt herregården Aggersborggård.
Aggersund har også deres egen lokalrevy: Aggersundrevyen.